# Souljacker
Albums de Eels
Daisies Of The Galaxy
(2000) Shootenanny!
(2003)
Souljacker est le quatrième album du groupe Eels, groupe de rock expérimental fondé en 1995 par le chanteur Mark Oliver Everett. Cet album est sorti en 2001.

## Titres
1. Dog Faced Boy (Mark Everett/John Parish) – 3:17
2. That's Not Really Funny (Mark Everett/John Parish) – 3:19
3. Fresh Feeling (Mark Everett/Kelly Logsdon) – 3:37
4. Woman Driving, Man Sleeping (Mark Everett/John Parish) – 3:30
5. Souljacker part I (Mark Everett/Butch Norton/Adam Siegel) – 3:15
6. Friendly Ghost (Mark Everett) – 3:22
7. Teenage Witch (Mark Everett/John Parish) – 4:44
8. Bus Stop Boxer (Mark Everett/John Parish) – 3:42
9. Jungle Telegraph (Mark Everett) – 3:39
10. World of Shit (Mark Everett/John Parish) – 3:29
11. Souljacker part II (Mark Everett) – 1:58
12. What Is This Note? (Mark Everett/John Parish) – 2:28